# Otto Singer
Otto Singer (Sora, Saxònia, 26 de juliol de 1833 - Nova York, Estats Units d'Amèrica, 3 de gener de 1894) fou un pianista alemany. Fou el pare del violinista del mateix nom Otto Singer. Per aquest motiu de vegades se'ls distingeix com a Otto Singer pare i Otto Singer fill o també amb l'afegitó sènior i júnior respectivament.
Estudià a Dresden, en el Conservatori de Leipzig i després amb Liszt. de 1860 a 1867 residí a Dresden com a professor particular i després marxà als Estats Units on fou nomenat professor del Conservatori de Cincinnati. Entre les seves nombroses composicions cal mencionar una sonata per a violí i una sonata i un concert per a piano.